# Alan Barrett
Alan Barrett est un rameur britannique né le 14 novembre 1912 à La Valette (Malte) et mort le 8 avril 1961 à Northwich (Royaume-Uni).

## Carrière
Alan Barrett participe à l'épreuve de quatre sans barreur aux Jeux olympiques d'été de 1936 à Berlin et y remporte la médaille d'argent.